# Jonathan Bowden
Jonathan David Anthony Bowden, född 12 april 1962, död 29 mars 2012, var en engelsk nationalist, talare, författare, filmskapare och särlingskonstnär.
Jonathan Bowden föddes i Kent, England. Han gick med i Conservative Monday Club 1990 och uteslöts 1992 varefter han grundade den egna gruppen Revolutionary Conservative Caucus. Denna hade liksom Monday Club som mål att vrida det Konservativa partiet åt höger. Gruppen blev kortlivad men resulterade i tidskriften Right Now! som levde kvar till 2006. Jonathan Bowden var också en av krafterna bakom Bloomsbury Forum som på 90-talet samlade folk från det Konservativa partiets högerkant och den utomparlamentariska radikala högern. Forumet lockade högprofilerade gästtalare som Front Nationals partiledare Jean-Marie Le Pen.
2003 gick han med i British National Party, ett högerextremt nationalistiskt och populistiskt politiskt parti, där han blev en populär talare och fick titeln Cultural Officer av partiledaren Nick Griffin. Han lämnade partiet 2007 (efter att ha gett stöd åt en utmanarkandidat till partiledarposten) men fortsatte att tala vid partimöten fram till 2010.
2004 grundade han gruppen New Right tillsammans med Troy Southgate. Denna syftade till att utbilda och påverka extremhögern i Storbritannien. Många av Bowdens tal om litteratur och filosofi från denna grupps möten finns filmade och upplagda på Youtube där de har setts av många människor.
Jonathan Bowden avled av en hjärtinfarkt 49 år gammal den 29 mars 2012.